# Britney Stevens

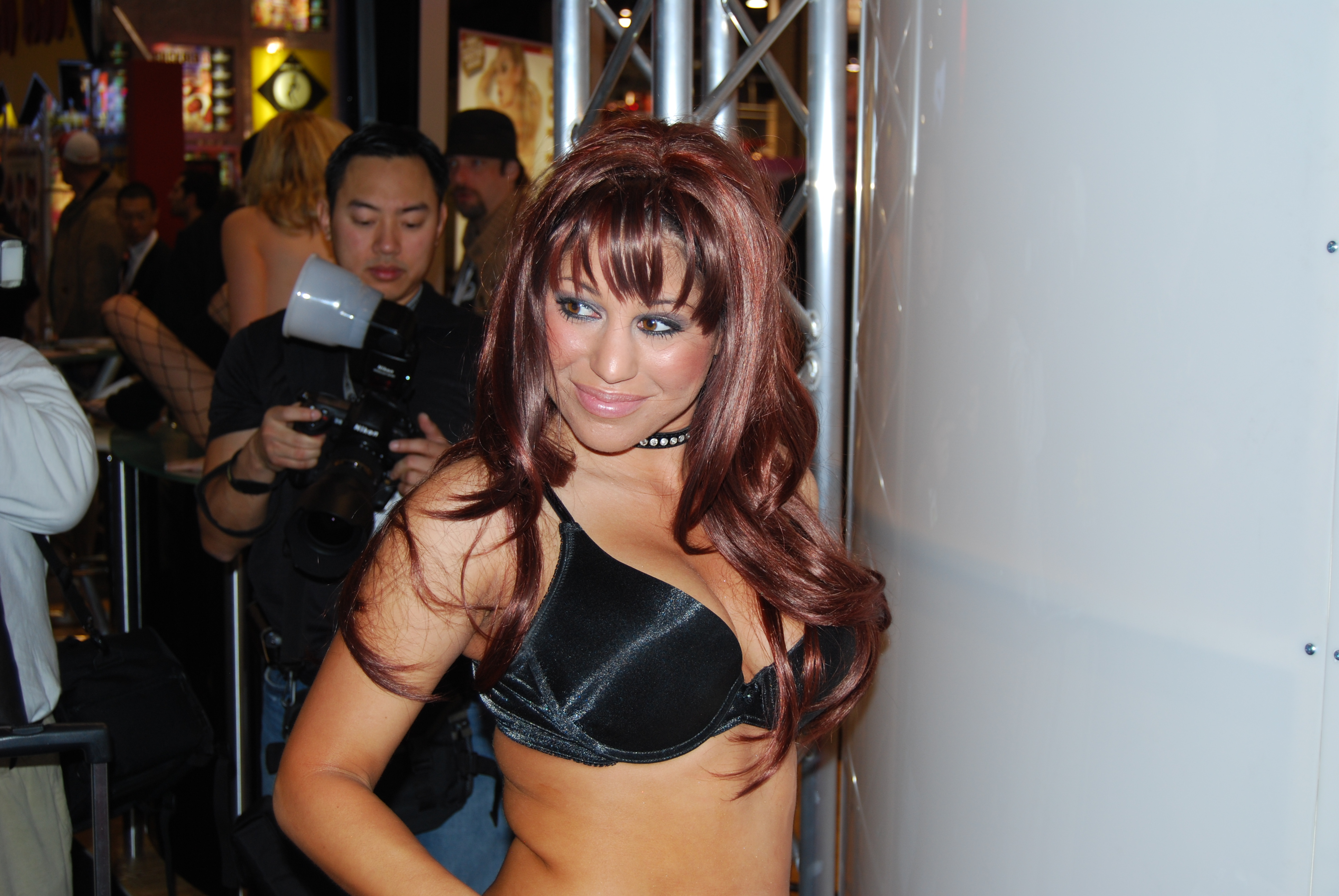
Britney Stevens, 2008

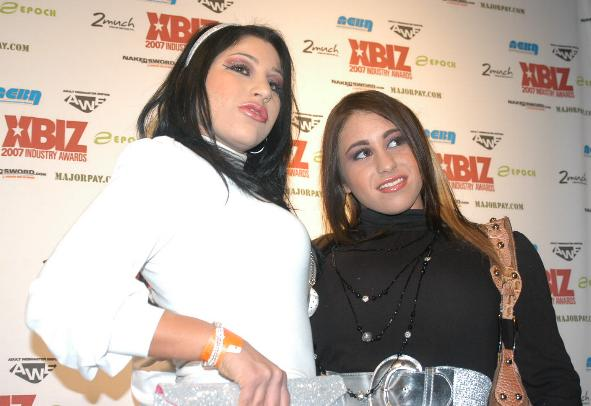
Britney Stevens (links) mit ihrer Schwester Whitney Stevens bei den XBIZ Awards 2007

Britney Stevens (bürgerlich: Sherri Hoffman; * 24. Februar 1985 in North Hollywood, Kalifornien) ist eine US-amerikanische Pornodarstellerin und Model. Zusammen mit ihrer Schwester Whitney Stevens gehört sie zum bekanntesten Schwesternpaar der Branche.

## Leben
Britney Stevens begann ihre Karriere im Jahr 2006. Seitdem hat sie laut IAFD in 214 Filmen mitgespielt. Sie hat in mehreren ausgezeichneten Serien mitgespielt z. B. Slutty and Sluttier und Evil Anal. Häufig zeigt sie in ihren Filmen die Darstellung der weiblichen Ejakulation.
Auch im Internet-Segment ist sie sehr aktiv, so hat sie zum Beispiel acht Szenen bei Brazzers.
Stevens war bisher siebenmal für den AVN Award nominiert.

## Filmografie (Auswahl)
- Oil Overload 1
- Face Fucking Inc. 3
- Slutty and Sluttier 5
- Evil Anal 5
- Jack’s POV 11
- Strap Attack 8
- POV Pervert 10

## Auszeichnungen & Nominierungen
- 2009: AVN Award Nominierung – Best All-Girl Couples Sex Scene – Gape Lovers 2 (with Kelly Wells)
- 2009: AVN Award Nominierung – Best All-Girl Group Sex Scene – Flower’s Squirt Shower 5
- 2009: AVN Award Nominierung – Best All-Girl Group Sex Scene – Squirt Gangbang 3
- 2009: AVN Award Nominierung – Best Double Penetration Sex Scene – Oil Overload
- 2009: AVN Award Nominierung – Most Outrageous Sex Scene – Squirt Gangbang 2
- 2010: AVN Award Nominierung – Best All-Girl Group Sex Scene – Squirt Gangbang 4
- 2010: AVN Award Nominierung – Most Outrageous Sex Scene – Squirt Gangbang 4